# Hosta (Pirineos Atlánticos)
Hosta en francés y oficialmente, Hozta en euskera, es una comuna francesa, situada en el departamento de Pirineos Atlánticos y la región de Aquitania. Pertenece al território histórico vasco-francés de Baja Navarra.

## Demografía
| Gráfica de evolución demográfica de Hosta entre 1800 y 2012 |
|                                                             |

Fuentes: Ldh/EHESS/Cassini e INSEE.